# Kuchnia Padang

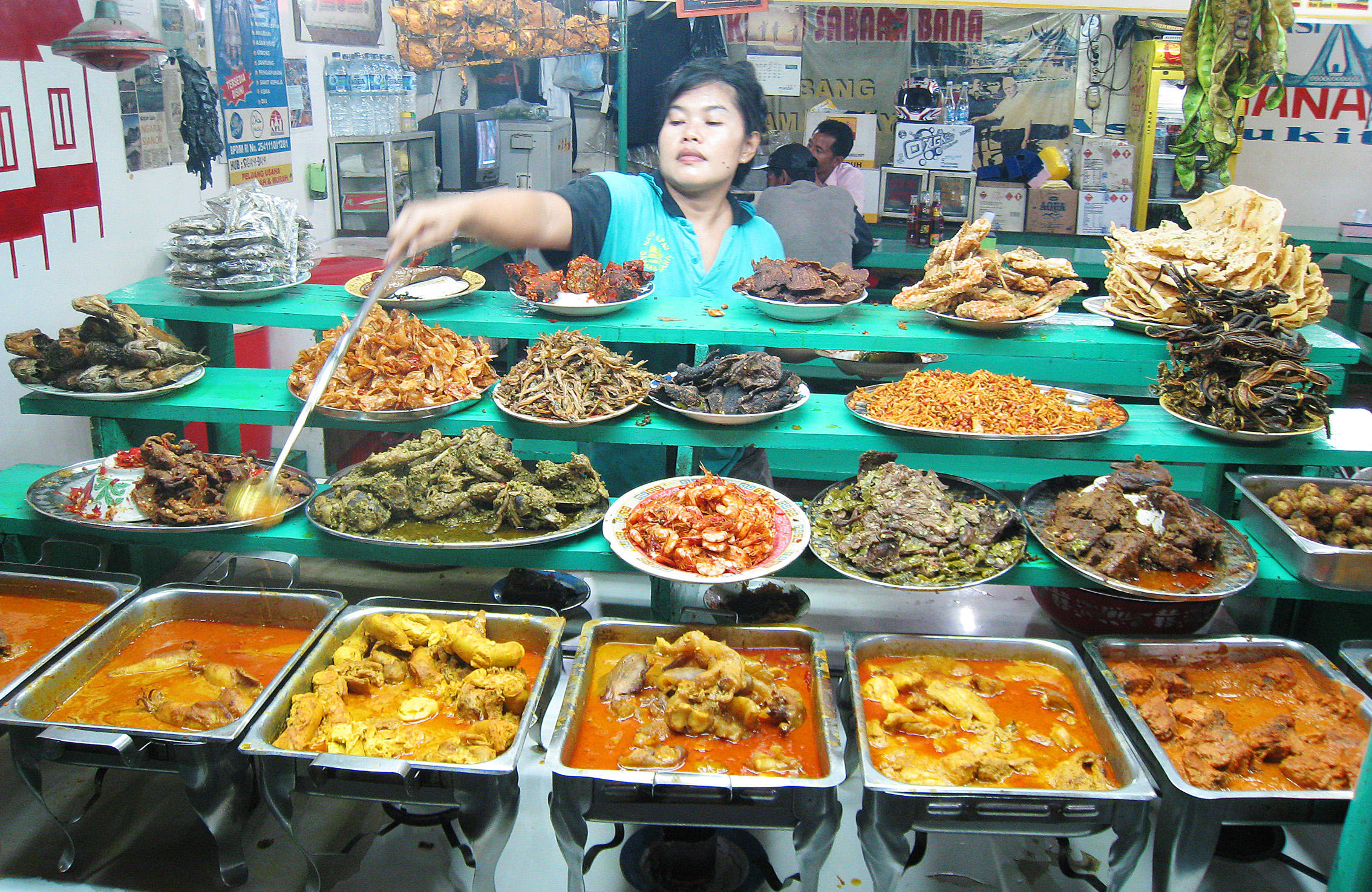
Witryna z daniami kuchni Minangkabau

Kuchnia Padang (indonez. masakan Padang) – tradycje gastronomiczne powstałe zwłaszcza w mieście Padang w Indonezji. Nazywana także kuchnią Minangkabau od ludu Minangkabau zamieszkującego te tereny. Kuchnia Padang jest bardzo popularna w całej Indonezji. Istnieje wiele restauracji specjalizujących się w daniach tej kuchni, prowadzonych przez samych Minangkabau.
Kuchnia Padang rygorystycznie przestrzega zasad halal. Najbardziej popularna jest wołowina, łącznie z podrobami, oraz owoce morza, podawane w zawiesistych sosach na bazie mleczka kokosowego i chili.

## Typowe dania
- rendang – pikantny gulasz wołowy
- soto Padang – zupa z wołowiną
- sate Padang – szaszłyczki
- nasi Padang – ryż w stylu Padang
- gulai itiak – curry z kaczki